# طلوع کن
طلوع کن نام یک آلبوم استودیویی از ابی است که در سال ۱۹۹۹ (۱۳۷۸ ه‍. ش) توسط شرکت آونگ منتشر شد.

## فهرست ترانه‌ها
| شماره | نام                  | سراینده         | آهنگساز            | تنظیم‌کننده    | مدت  |
| ----- | -------------------- | --------------- | ------------------ | ------------- | ---- |
| ۱.    | «طلوع کن»            | ایرج جنتی عطایی | اسفندیار منفردزاده | شهرام آذر     | ۵:۲۵ |
| ۲.    | «هَلا»                | مینا اسدی       | اسفندیار منفردزاده | شهرام آذر     | ۵:۵۶ |
| ۳.    | «بشکن»               | حسین سماکار     | اسفندیار منفردزاده | رضا مرتاضیان  | ۵:۴۴ |
| ۴.    | «تو را نگاه می‌کنم»   | اردلان سرفراز   | فرید زلاند         | تیگران ساکیان | ۴:۵۲ |
| ۵.    | «بوسه بر ماه»        | ایرج جنتی عطایی | فرید زلاند         | تیگران ساکیان | ۵:۰۲ |
| ۶.    | «من از تو یاد گرفتم» | شهیار قنبری     | فرید زلاند         | تیگران ساکیان | ۴:۳۹ |